# جيم شاندلير
جيم شاندلير (بالإنجليزية: Jim Chandler)‏ (19 يوليو 1941 - 10 أغسطس 2017)؛ صحفي، شاعر وروائي أمريكي.